# Albert Fahr
Albert Fahr (* 1857; † 16. August 1916) war ein deutscher Klavierhersteller und Stadtverordnetenvorsteher in Zeitz.

## Leben
Albert Fahr gründete im März 1887 in der Fabrikstraße, heute Freiligrathstraße, in Zeitz die Pianofortefabrik Albert Fahr. In der gleichen Straße war bereits mit C. Hoelling&Spangenberg eine andere Pianofabrik entstanden, ebenso wie z. B. die Klavierfabriken Oscar Gerbstädt und Hupfer. 
Fahr begann die Produktion mit 24 Mitarbeitern, konnte aber durch sein gutes Preis-/Leistungsverhältnisses schnell Kunden in In- und Ausland erschließen. Nach 1905 hatte das Unternehmen über 100 Mitarbeiter. 
Seine Instrumente wurden u. a. bei der Weltausstellung mit der silbernen Medaille ausgezeichnet. Albert Fahr zählte zu den Größten seiner Branche. Fahr war ab 1907 Hoflieferant des Kaiserhauses in Wien. Die Jahresproduktion um die Jahrhundertwende 1900 betrug etwa 500 Tasteninstrumente. 1912 wurde eine neue Fabrik gebaut und eine Filiale in Berlin existierte. 
Er starb 1916 auf einer Reise an einem Herzinfarkt. Zu diesem Zeitpunkt war er auch Stadtverordnetenvorsteher in Zeitz. Sein Sohn Alfred (1886–1928), welcher bereits seit 1909 die technische Leitung innehatte, übernahm nach dem Tod des Vaters die Leitung des Unternehmens und führte es unter dem Firmennamen weiter. 1929, nach dem Tode Alfreds, folgte ein weiterer Sohn, Rudolf (* 1890), als Unternehmensführer.
Nach dem Zweiten Weltkrieg wurde die Fabrik zum VVB-Werk. Das unter Denkmalschutz stehende Fabrikgelände von Fahr in der Freiligrathstraße 51 wurde, nachdem die Pianoproduktion dort 1953 eingestellt wurde, vom Kombinat VEB DLK Zeitz benutzt. 2015, nachdem das Gebäude den Denkmalschutz aberkannt bekommen hatte, musste es in Folge des Hochwassers 2013 abgerissen werden. Mit dem Abriss verschwand auch ein Stück Zeitzer Kultur- und Industriegeschichte, welches eng mit dem Namen der Firma Fahr verbunden war.